# وسائل التواصل الاجتماعي خلال الربيع العربي

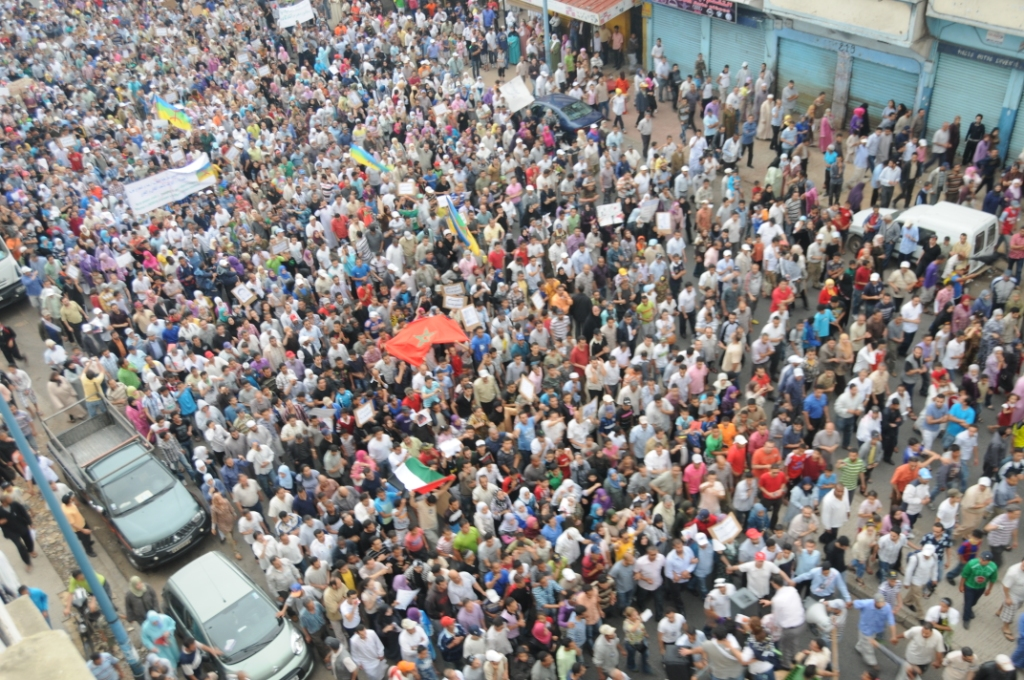

لعبت مواقع التواصل الاجتماعي خلال الربيع العربي دورًا مهمًا في تعزيز موجات المظاهرات والاحتجاجات في الشرق الأوسط وشمال أفريقيا بين عامي 2010 و2012. لا يزال موضوع مواقع التواصل وتأثيره على الربيع العربي محطّ جدل كبير حيث يرى البعض أنها كانت ذات تأثير كبير فيما يرى آخرون العكس بدليل وجود عدد من المُفارقات مثلَ قلّة الاحتجاجات في دولة البحرين والتي يتصلُ 88% من سكانها بالإنترنت (إحصاءات عام 2011) فيما نمت تلك الاحتجاجات في بلدان أخرى ضعيفة نسبيًا من ناحية انتشار النت مثل اليمن وليبيا.

## الاعتراف بدور وسائل التواصل الاجتماعي خلال الربيع العربي
لعبت وسائل التواصل الاجتماعي دورًا هامًا خلال الربيع العربي حيثُ سهلت التواصل والتفاعل بين المشاركين في الاحتجاجات السياسية السلميّة. استخدمَ المتظاهرون مواقعَ التواصل الاجتماعي لتنظيم مظاهرات سواء مؤيدة أو معارضة للحكومة كما قاموا بنشر المعلومات حولَ أنشطتهم ورفع وعي المُتلقي بما يحصلُ في بعض المناطق. بشكلٍ عام لعبت مواقع التواصل دورًا رئيسيًا في المناقشات السياسية التي تسببت في اندلاع شرارة الربيع العربي ابتداءًا بتونس مرورًا بمصر ثم ليبيا واليمن وباقي الدول. في بعض الحالات؛ استخدمت الحكومات مواقعَ التواصل للحوار مع المواطنين وتشجيع مشاركتهم في العمليات الحكومية فيما رصدَ آخرون تحركَ الحكومات لرصد حركة المرور على الإنترنت وحظر الوصول إلى مجموعة من مواقع الويب وذلك وفقًا لدراسة أجرتها كلية محمد بن راشد للإدارة الحكومية. يرى مجموعة من المُحللين أن مواقع التواصل الاجتماعي قد أثرت على المنطقة العربية وساهمت في نمو فيسبوك وتويتر كما يؤكدون على أنّ هذه الوسائل قد لعبت دورا حاسما في تعبئة المواطنين وتمكينهم من الحديث عن التغيير خلال الربيع العربي.

### تباين تأثير وسائل التواصل الاجتماعي على العمليات السياسية
لقد أثرت وسائل التواصل الاجتماعي في البلدان العربيّة حيث أنّ الشبكات الاجتماعية لعبت دورا هاما في التعجيل بسقوط نظامين في تونس ومصر، كما ساهمت في التعبئة الاجتماعية والسياسية في سوريا والبحرين. جديرٌ بالذكر هنا أنّ النظام السوري ومن خلالِ الجيش السوري الإلكتروني قد عمل على اختراق مواقع المعارضة والترويج لفكرة النظام كما عملت على إطلاق هجمات إلكترونية ضد المعارضة السياسية والمواقع الإخبارية. خلال استطلاع رأي أجرتهُ مؤسسة تعنى بتأثير مواقع التواصل على الحياة؛ ذكرَ تسعة من أصل عشرة مصريين وتونسيين أنهم يستخدمون فيسبوك لتنظيم الاحتجاجات ونشر الوعي. لعبت الشبكة الاجتماعية دورًا مركزيًا في بلدان مثل سوريا واليمن بالرغم من قلّة استعمال وانتشار النت هناك. تُشير الإحصاءات إلى أنه خلال الربيع العربي؛ ارتفعَ عددٌ من مستخدمي الشبكات الاجتماعية خاصة فيسبوك في معظم البلدان العربية وبخاصة تلك التي شهدت الانتفاضات السياسية.
اختلفَت ردود فعل الحكومة على وسائل التواصل الاجتماعي من بلد إلى آخر، ففي حين منعت الحكومة التونسية بعضَ المواقع التي نسّقت الاحتجاجات ذهبت الحكومة المصرية إلى ما هوَ أبعد من ذلك حيث حجبت فيسبوك وتويتر تمامًا ثم منعت الوصول إلى الإنترنت في البلاد لمدة خمسة أيام ابتداء من 28 كانون الثاني/يناير 2011. قطعت الحكومة كذلك التيار الكهربائي على مصر لكنها وبالرغم من ذلك فقد فشلت فشلا ذريعًا في وقف الاحتجاجات بل زادت وتيرتها بسببِ هذه التضييقات. ومع ذلك فعلى الرغم من أن وسائل التواصل الاجتماعي قد لعبت دورًا لا يُستغنى عنه في هذه الاحتجاجات إلا أنها لم تكن حاسمةً في الوصول لحل نهائي لمنع المزيد منَ الاضطرابات في المنطقة.

### أصول حركة مواقع التواصل الاجتماعي في الدول العربية
في أعقاب الثورة التونسية؛ دعا الشباب المصريون إلى الاحتجاجات على الإنترنت من خلال فتح صفحة على موقع فيسبوك تحت اسم كلنا خالد سعيد التي نظمتها حركة شباب 6 أبريل. دعت هذه الحركة إلى الاحتجاجات حيث عملت على التنسيق بينَ المواطنين خلال المُظاهرات. تميّزت هذه الاحتجاجات على النت بانضمامِ المثقفين لها والذين دعوا بدورهم إلى الثورة ضدّ النظام الحاكم في كانون الثاني/يناير 2011. يرى بعضُ المحللون أن الربيع العربي قد بدأ حقًا من خلال الشباب الذين هدفوا إلى تعزيز الهوية الجماعية وتعبئة الناس ضد الأنظمة المستبدة.

### أدوات أخرى برزت خلال الربيع العربي
لم تكن مواقع التواصل الأدوات الوحيدة المتاحة للثوار من أجلِ التواصل مع بعضهم وتنسيق جهودهم. ففي البلدان ذات أدنى نسبة في انتشار الإنترنت مثل اليمن وليبيا؛ تمّ الاعتماد على وسائل الإعلام الإلكترونية التي يُمكن الوصول لها من خلال الهواتف المحمولة، رسائل البريد الإلكتروني ومقاطع الفيديو (مثل يوتيوب) وما إلى ذلك. في مصر وخاصة في القاهرة؛ كانت المساجد واحدة من المنصات الرئيسية لتنسيق الاحتجاجات. كما يُعتبر التلفزيون واحدًا من هذه الأدوات في الكثير من البلدان. يجادل البعض بالقول على أن التغطية الحيّة والمستمرة لقناة الجزيرة وغيرها من وكالات الأنباء خلال الثورة المصرية عام 2011 منعت العنف الجماعي من قِبل الحكومة المصرية في ميدان التحرير خاصّة في ظل وجود كاميرات تبث الأحداث بشكل مباشر إلى العالم الخارجي.

## انتقادات دور وسائل التواصل الاجتماعي في الربيع العربي
وفقًا لبعض الخبراء فإنّ دور وسائل التواصل الاجتماعي في العمليات السياسية في بلدان المغرب العربي والشرق الأوسط قد تضاءل. في هذا السياق؛ تُجادل ايكاترينا ستيبانوفا في دراستها بشأن دور تكنولوجيا المعلومات والاتصالات في الربيع العربي حيث ترى أن الشبكات الاجتماعية قد ساهمت إلى حد كبير في التعبئة السياسية والاجتماعية ولكنها لم تلعب دورًا حاسمًا في وصول الشعب لما كان يطمحُ له. بدلا من ذلك؛ فوسائل الاعلام الاجتماعية قد حفزت الثورة خاصّة في مصر حيثُ أن الفجوة القائمة بين النخبة الحاكمة وبقية السكان أدت في نهاية المطاف إلى نوع من الانتفاضة.
في مراجعة الأدبيات التي أجراها روبرت زيبيك على دور وسائل الإعلام الاجتماعية في الانتقال السياسي؛ يرى زيبك أن مواقع التواصل لا يُمكن أن تكون السبب الأول في التحول الديمقراطي خاصّة أن الحكومات الاستبدادية تستخدمُ هي الأخرى نفس هذا المواقع للترويج لما تقوم به هذا فضلا عن مراقبة المواطنين وتشديد الخِناق عليهم. استفادت الجماعات الإرهابية هي الأخرى على نحو متزايدٍ من وسائل التواصل الاجتماعي وذلك من خلال تجنيدها لأتباع جدد أو نشر الدعاية.
في مقالته «تغيير صغير: لماذا لن تكون الثورة على تويتر»؛ يرَى مالكوم جلادويل أنّ هناك سببان رئيسيان لن يُسهما في التغيير الاجتماعي انطلاقًا من هذه المواقع وهما: تؤدي وسائل التواصل الاجتماعي إلى انخفاض الروابط والعلاقات بين المشاركين وهذا يعني أنه يمكن للمستخدمين خلق شعور سياسي بينما يفشلون في ذلك على أرض الواقع. على سبيل المثال؛ أُعلنَ في سوريا عن أيام الغضب على موقع فيسبوك لكنها لم تسهم في أي احتجاجات كبيرة على أرض الواقع على الرغم من الاشتباكات العنيفة مع الشرطة مما تسبب في تضييق الخناقات على المدنيين من خِلال الاعتقالات الجماعية في صفوف المراهقين. أما السبب الثاني –حسب جلادويل– فهوَ أن عملية صنع القرار من خلال توافق الآراء معقدة نوعًا ما عبر وسائل الاعلام الاجتماعية.